# Cubiceps gracilis
Il centrolofo alalunga (Cubiceps gracilis) è un pesce di mare appartenente alla famiglia Nomeidae.

## Distribuzione e habitat
È presente nel mar Mediterraneo occidentale dove non è comune e nell'Oceano Atlantico sia orientale (dal golfo di Guascogna al Senegal) che occidentale. È molto comune al largo delle coste atlantiche portoghesi e spagnole. 

È una specie di profondità ed è stata pescata fino a 3000 metri. I giovani si possono trovare, raramente, in superficie, sotto le meduse.

## Descrizione
Corpo affusolato, bocca piccola ed occhi grandi. Le pinne pettorali sono molto lunghe, sono inserite davanti alle pinne ventrali ed alla prima pinna dorsale ed arrivano a metà della pinna anale e della seconda pinna dorsale.
La prima dorsale è breve, la seconda più lunga, uguale ed opposta all'anale. Le ventrali sono piccole, la pinna caudale è ampia e forcuta. 

Il colore è bruno-violetto, talvolta nero. La bocca è nera all'interno. 

Raggiunge 1 m di lunghezza.

## Alimentazione
Si ciba prevalentemente di tunicati pelagici del genere Salpa.

## Riproduzione
Sembra avvenire in inverno. Le uova sono pelagiche.

## Biologia
È una specie pelagica di profondità.